# Aeschynomene cristata
Espèce
Synonymes
- Aeschynomene cristata var. cristata[1]
- Hedysarum aquaticum Bojer[1]

Aeschynomene cristata est une espèce de plantes à fleurs de la famille des Fabaceae et du genre Aeschynomene présente en Afrique tropicale.

## Description
C'est une herbe ou sous-arbuste, vivace, avec des tiges souples immergées et des branches dressées formant une sorte de taillis dense allant jusqu'à 0,9-3(-6) m de hauteur,.

## Distribution
L'espèce est répandue en Afrique tropicale de l'ouest, de l'est, du centre et du sud, également à Madagascar.

## Habitat
On la rencontre dans les marécages permanents ou temporaires, à proximité des barrages, des lacs et des rivières, à une altitude entre 0 et 1 250 m.

## Liste des variétés
Selon Tropicos (22 juin 2020) (Attention liste brute contenant possiblement des synonymes) :
- Aeschynomene cristata var. cristata
- Aeschynomene cristata var. glabrata Vatke
- Aeschynomene cristata var. pubescens J. Léonard